# Кокуй (Ирбитское муниципальное образование)
Кокуй — деревня в Ирбитском муниципальном образовании Свердловской области. 

## География
Деревня Кокуй находится в 36 километрах (по автотрассе в 41 километре) к северо-западу от города Ирбита, на правом берегу реки Ницы, в устье правого притока — реки Кокуйки. Возле деревни проходит автодорога Алапаевск — Ирбит.

## История
«Кокуй» означает – выселок, отдаленное поселение.

## Население
| 2002 | 2010 | 2021 |
| ---- | ---- | ---- |
| 52   | ↘51  | ↘26  |